# J. Oor

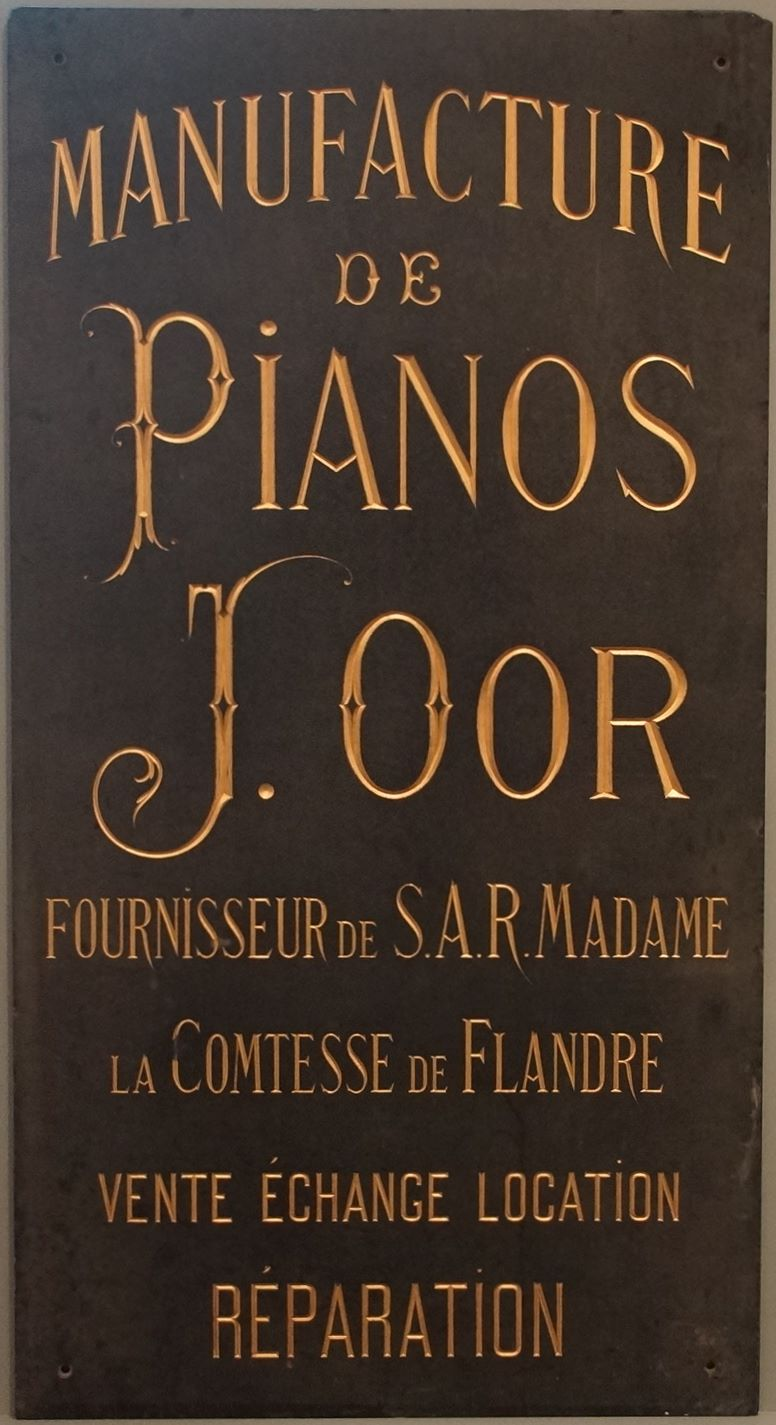
Originalinschrift ausgestellt in La Fonderie, dem Museum für Industrie und Arbeit in Brüssel

J. Oor war eine Klavierfabrik in Brüssel.

## Geschichte
Jean-Baptiste Oor (* 2. Februar 1846 in Brüssel; † 10. November 1940 ebenda) war ein belgischer Klavierbauer, der 1871 seine eigene Firma in der Rue d'Arenberg 30 in Brüssel gründete. Diese produzierte bis 1935 Klaviere. Obwohl er Lob und einige Preise bei internationalen Ausstellungen erhielt, gelten seine Klaviere als durchschnittlich.
Sein Sohn Lucien Oor (2. Januar 1877 in Brüssel; † 1949 ebenda) gründete 1907 seine eigene Firma mit sehr viel höherer Qualität. Er hatte bei Steinway & Sons in New York eine Lehre absolviert und produzierte in seinen Werkstätten in der Rue Glibert 23 in Laeken sehr gute Musikinstrumente. Ausländische Konkurrenz und ein kostenaufwendiger Managementstil führten während der Wirtschaftskrise von 1929 zum Erlöschen der Firma.

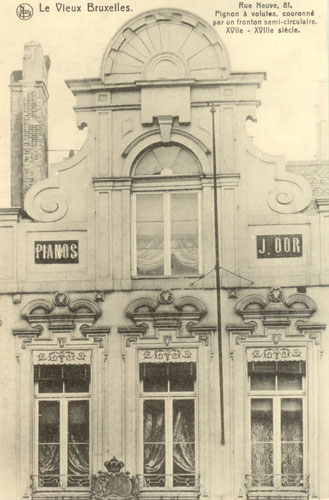
Fassade des Verkaufsgebäudes in der rue Neuve, Brüssel
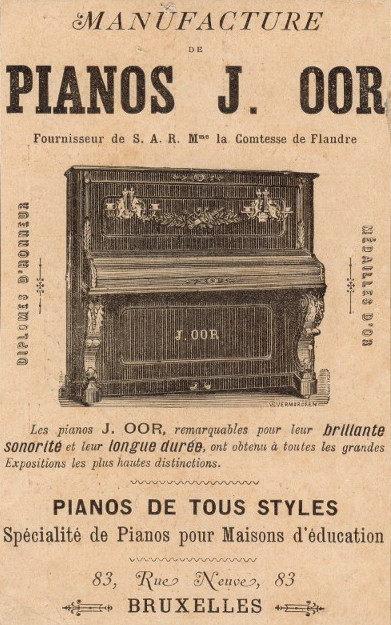
Reklame, 1902
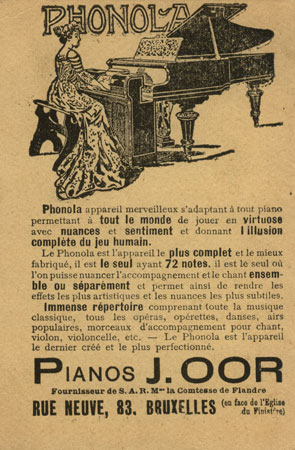
Werbekarte, Vorderseite, um 1910
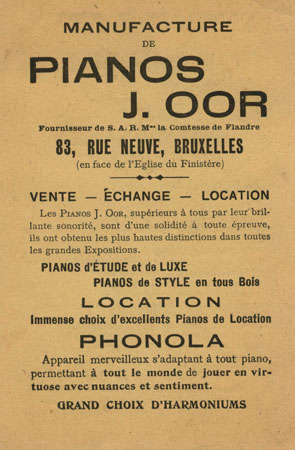
Werbekarte, Rückseite, um 1910